# Anti-pharming
Le terme Anti-pharming fait référence aux techniques et à la technique utilisées pour combattre le pharming (ou « dévoiement » en français).
Les méthodes traditionnelles pour le combattre incluent : un programme côté-serveur, une protection DNS et des add-ons pour navigateur web tels que des barre-d'outils. Un programme côté-serveur est typiquement utilisé par les entreprises pour protéger leurs clients et leurs employés qui utilisent des systèmes internes ou externes basés sur internet d'être pharmés ou hameçonnés, tandis que les add-ons de navigateurs permettent aux utilisateurs individuels de se protéger eux-mêmes de l'hameçonnage (phishing  en anglais). Les mécanismes d'aide de protection DNS assurent qu'un serveur DNS spécifique ne pourra pas être hacké et ainsi devient un facilitateur d'attaques pharming. Les filtres spams typiques ne fournissent pas aux utilisateurs une protection anti-pharming.
Actuellement la meilleure façon d'empêcher le pharming est, pour les utilisateurs finaux, de bien s'assurer qu'ils utilisent une connexion internet sécurisée (HTTPS) pour accéder aux sites sensibles tels que ceux pour mettre l'argent en banque ou faire rentrer les taxes, et seulement d'accepter les certificats de clés publiques issues de sources de confiance. Un certificat venant d'une organisation inconnue ou un certificat expiré ne devraient pas être acceptés tout le temps pour des affaires importantes.
La législation joue aussi un rôle essentiel dans l'anti-pharming. En mars 2005, le sénateur américain Patrick Leahy (démocrate du Vermont) présenta la loi Anti-Phishing de 2005, un projet de loi qui propose une sentence de 5 ans et/ou une amende pour les personnes qui exécutent les attaques phishing et utilisent les informations amassées grâce à de la fraude en ligne comme le phishing et le pharming pour commettre des crimes comme le vol d'identité.